# پاولو یاکوونکو
پاولو یاکوونکو (اوکراینی: Павло Олександрович Яковенко؛ زادهٔ ۱۹ دسامبر ۱۹۶۴) بازیکن سابق شوروی و مربی فوتبال اهل اوکراین است.
از باشگاه‌هایی که در آن بازی کرده‌است می‌توان به باشگاه فوتبال متالیست خارکوف، باشگاه فوتبال دینامو کی‌یف، و باشگاه فوتبال سوشو اشاره کرد.
وی همچنین در تیم‌های ملی فوتبال شوروی و اوکراین بازی کرده‌است.